# Thabo Mofutsanyana
Thabo Mofutsanyana – dystrykt w Republice Południowej Afryki, w prowincji Wolne Państwo. Siedzibą administracyjną dystryktu jest Witsieshoek.
Dystrykt dzieli się na gminy:
- Maluti a Phofung
- Dihlabeng
- Setsoto
- Nketoana
- Phumelela
- Mantsopa (od 2011 roku)